# مارتن مارتي
مارتن مارتي هو قسيس سويسري، ولد في 12 يناير 1834 في شويز في سويسرا، وتوفي في 19 سبتمبر 1896 في سانت كلاود في الولايات المتحدة.